# Softporn Adventure
Softporn Adventure is een komisch tekstgebaseerd avonturenspel uit 1981 van On-Line Systems, later hernoemd naar Sierra On-Line. Het spel kwam oorspronkelijk uit voor Apple II en werd later geporteerd naar MS-DOS. Het spel werd bedacht en ontwikkeld door Chuck Benton. In 1987 werd de verhaallijn opnieuw gebruikt voor het grafische avonturenspel Leisure Suit Larry in the Land of the Lounge Lizards.